# سان بينيدتو دل ترونتو

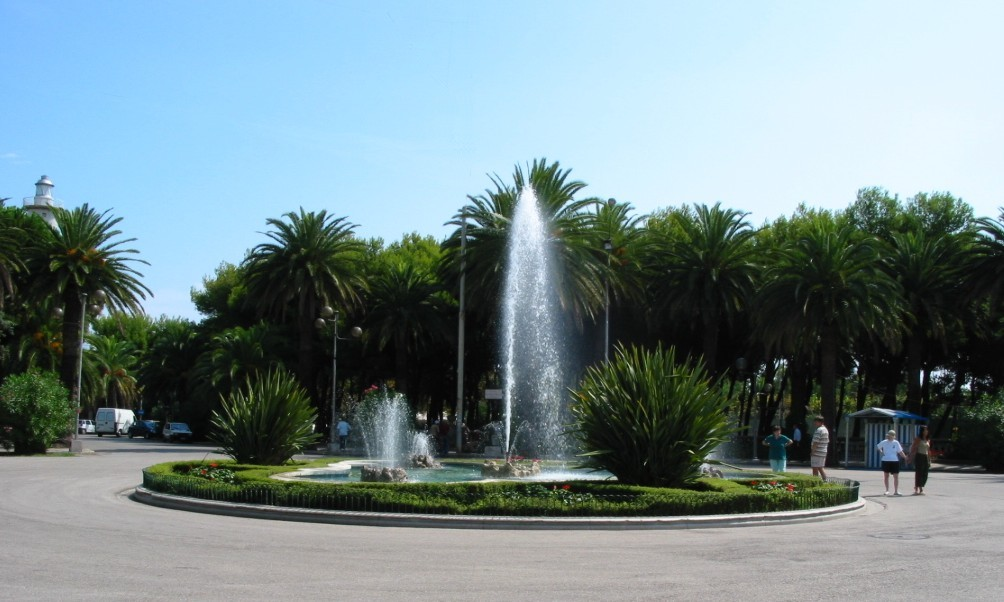
نافورة في ساحة جورجيني

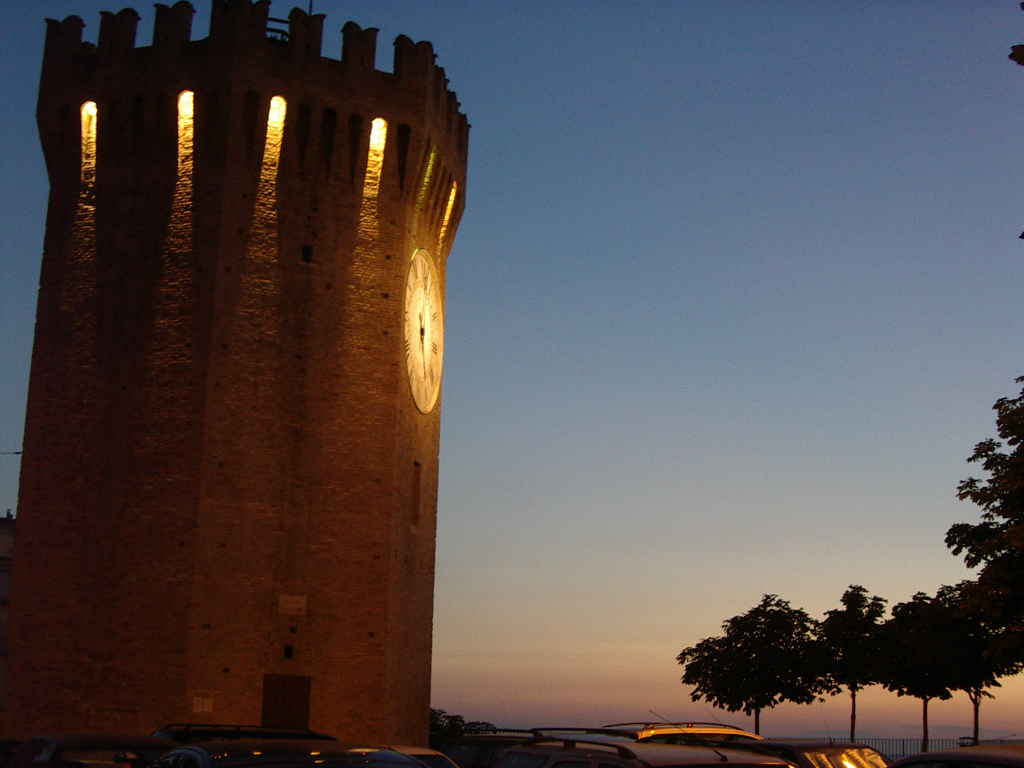
البرج فجرا

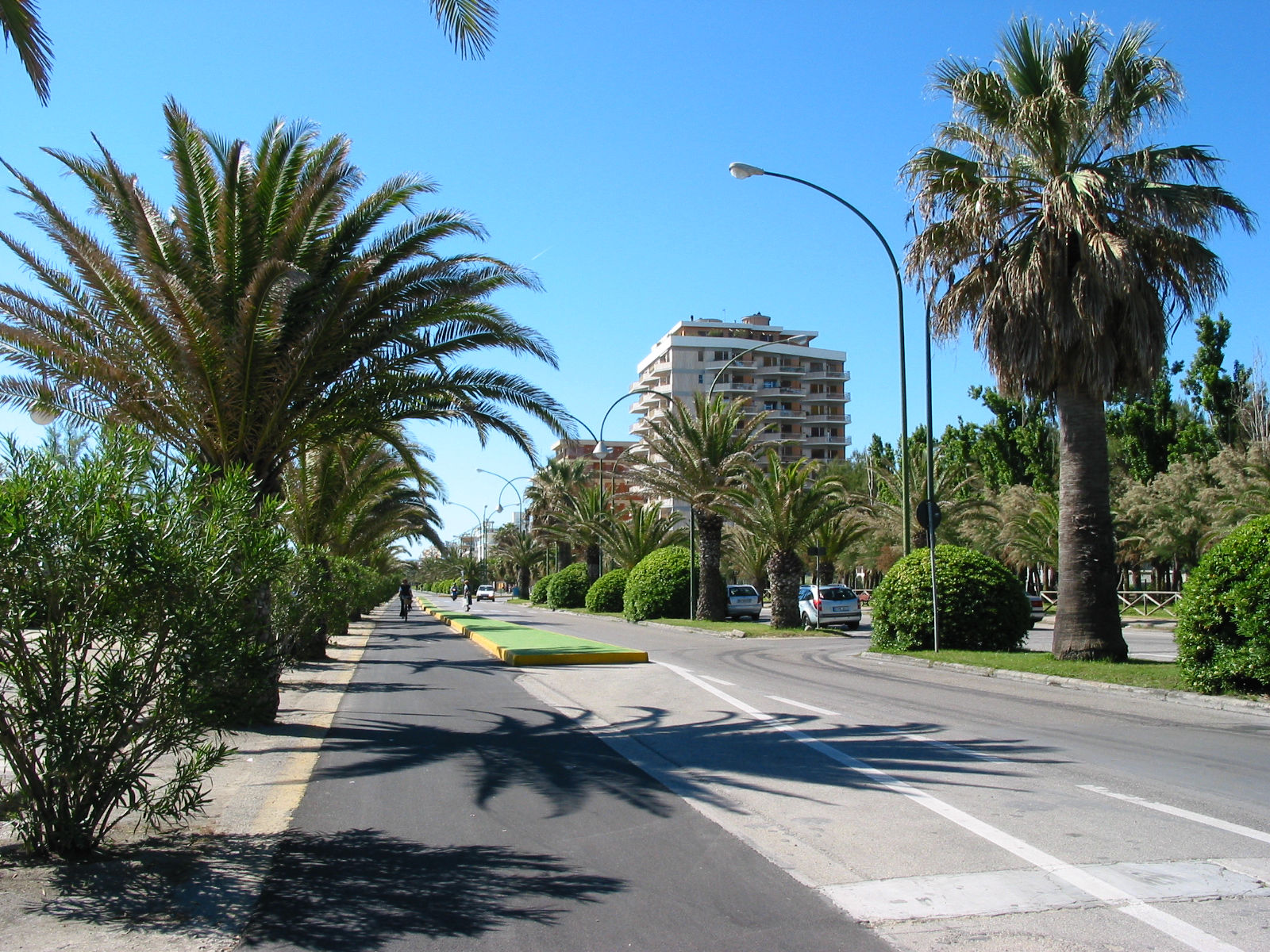
الكورنيش الجنوبي

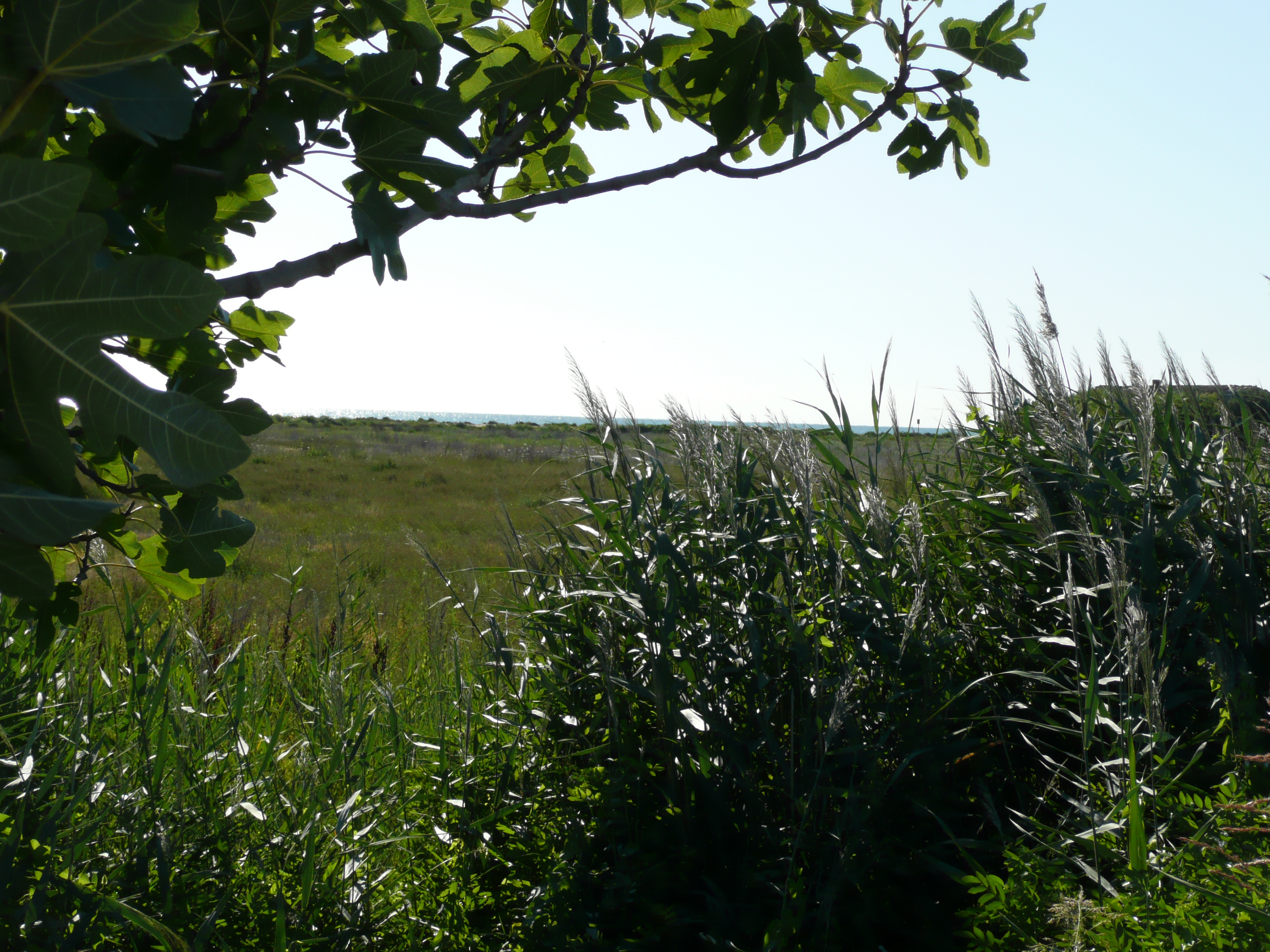
أثناء الصيف

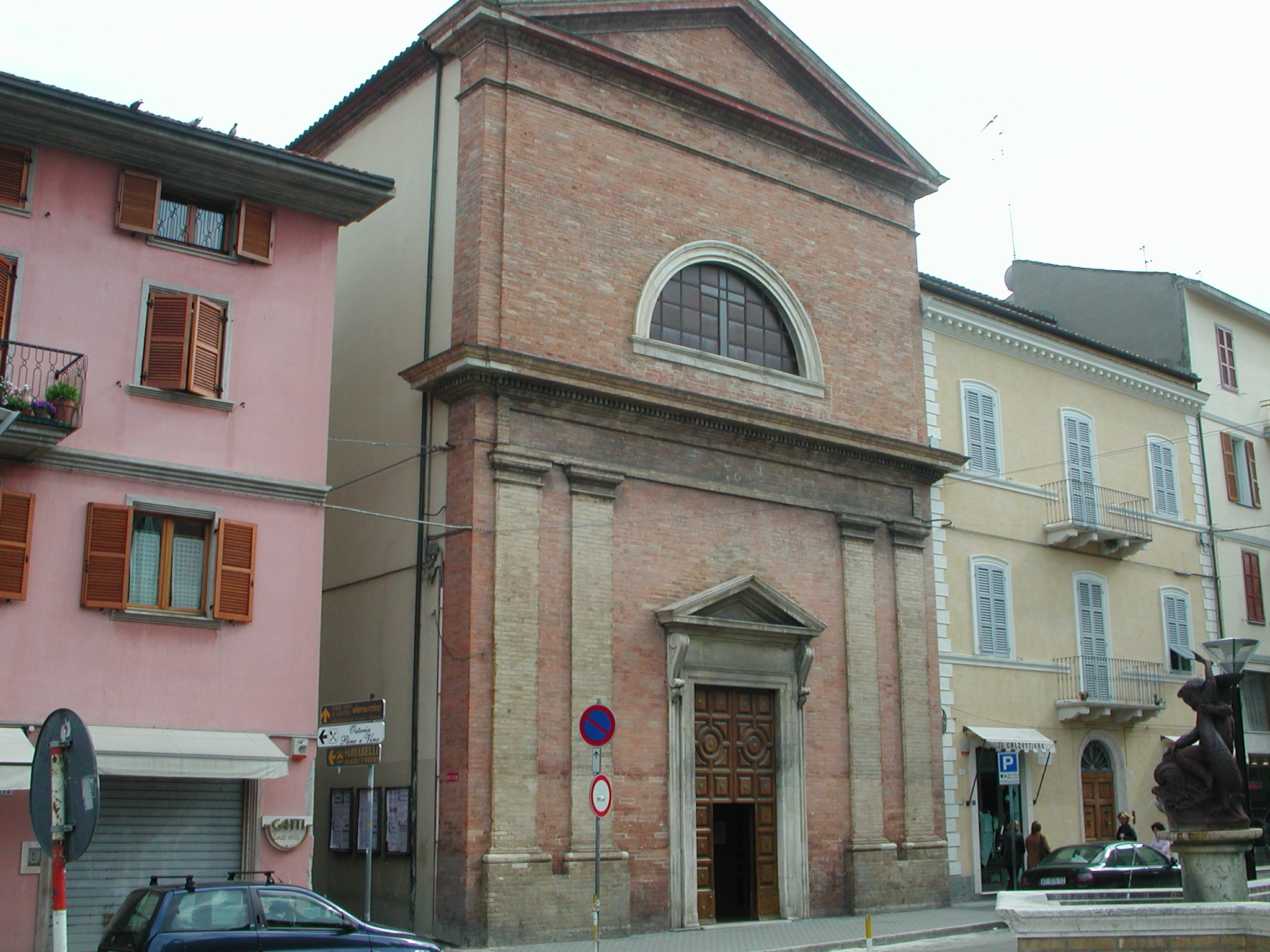
كنيسة سان جوزيبي في مركز المدينة

San Benedetto del Tronto سان بينيدتو دل ترونتو، مدينة أواسط إيطاليا، في إقليم ماركي، وضمن مقاطعة أسكولي بيتشينو. يبلغ عدد سكانها حوالي 46.717 نسمة، وهي ثاني أكثر المدن سكانا في المقاطعة.

## السكان
في سنة 1861 بلغ عدد السكان 6٬510 نسمة، وتطور العدد ليصل في سنة 2011 لـ 46٬963 نسمة.
يظهر هذا المخطط البياني تطور النمو السكاني لـ سان بينيدتو دل ترونتو

## الجغرافيا
تقع أقصى جنوب ساحل إقليم ماركي على نهر ترونتو الذي يفصله عن إقليم أبروتسو. مطلة على البحر الادرياتيكي، وازدادت المدينة في التوسع في الأرض بين البحر وتلة يجعل من الصعب معرفة حدود السكان.
البلدة القديمة على ارتفاع بسيط والمسافة إلى البحر بني عليها الجزء الحديث من المدينة.

## أهم المعالم
برج  Torrione أحد من أكثر المعالم السياحية في المدينة. وهو يقع في أعلى جزء من سان بينيدتو وهو أيضا أقدم جزء من المدينة، ويسمى سان بينيدتو العليا. ويبلغ ارتفاع هذا البرج 32 مترا وعلى أعلاه يمكن رؤية المدينة بكاملها.

## الثقافة

### المعاهد
المدرسة الكلاسيكية Liceo Classico، والمدرسة العلمية Liceo Scientifico، والمدرسة التربوية Liceo Psico-Pedagogico، والمعهد التجاري التقني Istituto Tecnico Commerciale، والمعهد المهني الحرفي والصناعي Istituto Professionale Statale Industria e Artigianato (IPSIA)، والمعهد المهني الفندقي Istituto Professionale Alberghiero.

### الجامعة
توجد بها كلية البيولوجيا وبيولوجيا التغذية التابعة لجامعة كاميرينو وتستمر الدراسة لمدة ثلاثة سنوات.
و منذ العام الدراسي 2005-2006 افتتحت بها كلية لدراسة الاقتصاد وإدارة الأعمال والأسواق التابعة ل جامعة بوليتكنيك ماركي.

### المتاحف
- متحف الأحياء المائية Museo Ittico : من بين أهم المتاحف في المقاطعة. Insigne افتتاح في عام 1956، وهو يضم اليوم أكثر من 9.000 معروضة مقسمة: الأسماك، والقشريات، والرخويات والحيتان، والشوكيات واللاسعات، والمستحثات. كما يوجد به أيضا مكتبة تحتوي على أكثر من 1.000 مجلد يضم أيضا مخطوطات نادرة ومقتنيات تاريخية وعلمية قيمة.
- محتف القوارير الأثرية Museo delle Anfore : بجوار الميناء، وبه مجموعة فريدة من القواقير من عصور مختلفة)، عبرانية، فينيقية، قرطاجية، اليونانية، الرومانية، بيزانطية (المجموعات في كل من البحر الأبيض المتوسط الصيادين من أبناء سان بينيدتو، وهذا المتحف هو الخطوة الأولى لتشكل «متحف البحر» الذي سيضم أيضا من الأثار المحلية ومتحف الصيد وحضارة البحرية ودمج متحف الأحياء المائية أيضا والمستحثات.
- متحف الفن المقدس Museo di Arte Sacra واحد من سلسلة من المتاحف مسيحية تابعة الأبرشية المدينة يوجد في سان بينيدتو العليا، يضم أعمال خاصة بالمسيحيين.
- قصر بياشنتيني Palazzo Piacentini يوجد في سان بينيدتو العليا، سكنه الشاعر بيتشي بياشنتيني، الآن يعتبر من ممتلكات البلدية، وبه مركز معرض الفن المعاصر.